# Dikika

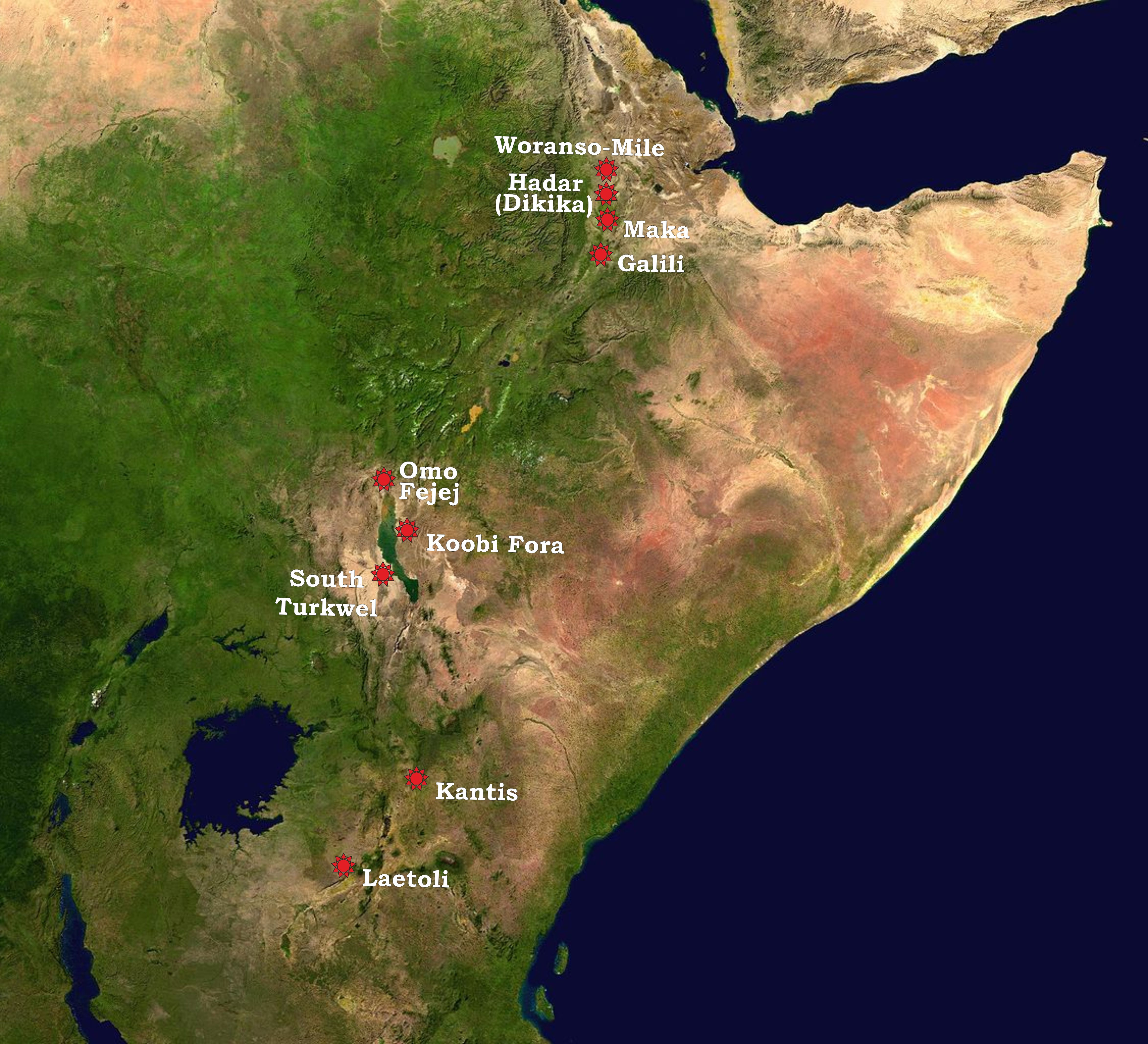
Localizaciones de restos de Australopithecus afarensis paleoanthropological en África oriental (Tanzania, Kenia y Etiopía)

Dikika es un área de la región Afar de Etiopía donde se encontró el fósil homínido conocido como Selam o Niña de Dikika (un espécimen de la especie Australopithecus afarensis). Dikika se encuentra en la woreda de Mille.
También se le da el nombre de Dikika a un miembro basal de la formación Hadar, una serie de rocas sedimentarias depositadas hace aproximadamente 3,4 millones de años, que han sido expuestas por la acción erosiva del río Awash. En ese litoestrato se encontró el cráneo conocido como Niña de Dikika, aunque a veces es llamada  la «Niña de Lucy»; la Niña de Dikika vivió hace 3,3 millones de años, unos cien mil años antes que Lucy o Dinknesh, que lo hizo hace 3,2 millones de años.